# 有田潤
有田 潤（ありた じゅん、1922年1月24日 - 2011年4月11日）は、日本の哲学・語学研究者。

## 略歴
東京出身。1946年に早稲田大学文学部哲学科、1951年にアテネ・フランセを卒業、早稲田大学商学部助教授、教授（ドイツ語）を歴任し、1992年に定年退任、名誉教授。ギリシア哲学・ヘレニズム哲学、ドイツ語学、対照文法、ショーペンハウアーなどを研究し、翻訳も行なった。

## 著書
- 『初級ラテン語入門』白水社 1964
- 『理工科大学生のドイツ語入門　物理編』三修社 1967
- 『哲学はいかにして生まれたか』講談社現代新書 1969
- 『わかるドイツ語入門12講』南江堂 1982
- 『ラテン文法表 インデックス式』白水社 1984、新版2024
- 『文法復習 やさしい独文解釈』三修社 1986
- 『ドイツ語学講座』全6巻 南江堂 1985-1997
- 『入門ドイツ語冠詞の用法』三修社 1992
- 『ドイツ語基本単語と公式』三修社 1995、新版2001

編
- 『ラテン語基礎1500』大学書林 1957 (基礎1500双書)
- 『やさしいラテン語読本 全訳・註解』大村雄治・古川晴風共編 大学書林 1964

### 翻訳
- アンドレ・クレッソン『古代哲学』白水社 文庫クセジュ 1955
- ジャン・ブラン『ストア哲学』白水社 文庫クセジュ 1959
- ジャン・ブラン『エピクロス哲学』白水社 文庫クセジュ 1960
- ポール・クロッシェ『ギリシヤ古典文化入門』白水社 文庫クセジュ 1961
- ジャン・ブラン『ソクラテス』白水社 文庫クセジュ 1962
- ジャン・ブラン『アリストテレス』白水社 文庫クセジュ 1962
- ジャン・ポール・デュモン『ギリシャ哲学』白水社 文庫クセジュ 1963
- G.シャンドン『ホメロス物語』白水社 1965、新版2000
- ジャン・コラール『ラテン文法』白水社 文庫クセジュ 1968
- エミール・ジュネ『ギリシア神話物語』白水社 1968、新版1996
- シャルル・ギロー『ギリシア文法』白水社 文庫クセジュ 1970、改訳新版2004
- 『ショーペンハウアー全集 10 哲学小品集Ⅰ』白水社 1973
- 『ショーペンハウアー全集 7 意志と表象としての世界 続編 Ⅲ』塩屋竹男共訳 白水社 1974、各・復刊1996、2004
- ジャクリーヌ・ド・ロミーイ『ホメロス』白水社 文庫クセジュ 2001

## 論文
- <有田潤